# Maciej Czarnkowski
Maciej Czarnkowski herbu Nałęcz III (ur. ok. 1488, zm. 1542) – kasztelan bydgoski.
Syn Sędziwoja Czarnkowskiego (zm. 1500), kasztelana santockiego, gnieźnieńskiego, wojewody kaliskiego i poznańskiego i Dobrochny z Kościelca.
Brat: Katarzyny, późniejszej żony Macieja Gostyńskiego, kasztelana śremskiego, Sędziwoja III (zm. 1532/1534), kasztelana przemęckiego.
Poślubił Katarzynę Opalińską, córkę Piotra (zm. 1506), kasztelana lądzkiego i miał z nią sześcioro dzieci: Andrzeja (1507-1562), biskupa poznańskiego, Piotra (zm. 1591), kasztelana kaliskiego i poznańskiego, Stanisława (zm. 1569/1573), starostę kłeckiego, Wojciecha (zm. 1575/1578), kasztelana śremskiego i rogozińskiego, Magdalenę i Barbarę.
W latach 1532–1540 sprawował urząd kasztelana bydgoskiego. Od roku 1515 był też starostą kłeckim.